# 4760 Jia-xiang
A 4760 Jia-xiang (ideiglenes jelöléssel 1981 GN1) a Naprendszer kisbolygóövében található aszteroida. A Harvard Observatory fedezte fel 1981. április 1-jén.